# Esposa de Noé
A esposa de Noé é uma das quatro esposas a bordo da Arca de Noé. Embora sem nome na Bíblia (Gênesis 4:22; Gênesis 7:7), a literatura apócrifa lista variações de seu nome e personalidade.
Algumas literaturas apócrifas a identificaram como Naamá, filha de Lameque, e, portanto, descendente de Caim, mas o livro deuterocanônico de Tobias afirma que a esposa de Noé era uma de seus "próprios parentes" (Tobias 4:12). No livro dos Jubileus, ela é chamada de Enzara.